# Pheidole hartmeyeri
Pheidole hartmeyeri är en myrart som beskrevs av Auguste-Henri Forel 1907. Pheidole hartmeyeri ingår i släktet Pheidole och familjen myror. Inga underarter finns listade i Catalogue of Life.